# La Dicha
La Dicha es una localidad del estado mexicano de Guerrero. Es parte del municipio de Cuautepec.

## Demografía
| Gráfica de evolución demográfica |
|                                  |

| Censo | Población |
| ----- | --------- |
| 1930  | 288       |
| 1940  | 300       |
| 1950  | 350       |
| 1960  | 473       |
| 1970  | 584       |
| 1980  | 680       |
| 1990  | 674       |
| 2000  | 1 079     |
| 2010  | 1 204     |
| 2020  | 1 267     |